# 戴维·斯塔布鲁克
戴维·斯塔布鲁克（英語：David Starbrook，1945年8月9日—），英国男子柔道运动员。他曾代表英国参加1972年和1976年夏季奥林匹克运动会柔道比赛，获得一枚银牌和一枚铜牌。